# أبراج الخارون السبعة
تقع أبراج الخارون السبعة  في جنوب شرق نجف آباد في محافظة أصفهان، إيران. وهي أكبر مركز ترفيهي في غرب محافظة أصفهان. 

## مميزات
يحيط بالأبراج السبعة لخارون حديقة بمساحة 3000 متر مربع. ستة من الأبراج والبرج السبع هو برج حمام. يبلغ ارتفاع الأبراج 14 مترًا وترتبط مع بعضها البعض بجدار بارتفاع 4 أمتار. بعد تحويل الأبراج إلى مركز ترفيهي، تمت إضافة بعض المرافق إليها. وتشمل هذه المرافق والمعدات نافورة ومقهى تقليدي ومنطقة ترفيهية ومساحة للأنشطة الثقافية ومنتزه .
تم بناء الأبراج السبعة لخارون في عصر السلالة الصفوية لتوفير السماد والأغراض الزراعية.
تم إصلاحهم في عام 2003 من قبل الحكومة المحلية في نجف آباد .